# ヨアン・グルキュフ
ヨアン・グルキュフ（Yoann Miguel Gourcuff, 1986年7月11日 - ）は、フランス・モルビアン県ロリアン出身の元サッカー選手。現役時代のポジションはミッドフィールダー。元フランス代表。

## 経歴

### クラブ
元サッカー選手で指導者であった父のクリスティアン・グルキュフがFCロリアンで監督をしていたことから、同チームのユースに所属。その後、父と共にスタッド・レンヌのユースへ移り、2003年に同チームでプロデビューした。2005年に開催されたU-19欧州選手権ではハットトリックを決める活躍などでチームの優勝に貢献、ヨーロッパのビッグクラブから注目を集める存在となった。2005-06シーズンは19歳ながら背番号10を背負うと、国内リーグでは7得点を決め、UEFAカップでもプレーをした。
オフシーズンにはアーセナル、バレンシア、アヤックスなど多くのクラブが獲得合戦を繰り広げたが、2006年5月27日に移籍金450万ユーロ（約6億3000万円）でイタリアのACミランへ移籍した。
2006-07シーズンのチャンピオンズリーググループリーグ第1節AEKアテネFC戦でチャンピオンズリーグ初得点を決めた。しかしながらアンドレア・ピルロやジェンナーロ・ガットゥーゾなどの実力者の前にレギュラーポジションを掴めず、2008年6月4日に出場機会を求めて母国のFCジロンダン・ボルドーへレンタル移籍した。
2008-09シーズンには12得点10アシストでチームの10シーズンぶりのリーグ制覇に貢献し、リーグ・アン最優秀選手に選ばれた。その活躍が評価され、レアル・マドリードなどのクラブが興味を示したが、ボルドーが完全移籍オプションの移籍金1340万ユーロをミランに支払い、完全移籍した。2009年にはフランス年間最優秀選手賞に選出された。
2010年8月23日にオリンピック・リヨンへ2200万ユーロ（約24億1000万円）で移籍した。背番号は29。由来は故郷フィニステール県の県番号にちなんだもの。移籍後は毎年深刻な負傷を繰り返し、あまり出場機会は得られなかった。2014年夏には減俸に同意した上で残留したが、翌年退団した。
2015-16シーズンは古巣であるレンヌへ所属している。加入後はリヨン時代に負った負傷により試合から遠ざかっていたが、20節のロリアン戦で後半30分から途中出場し、実戦復帰している。
2018年7月20日、ディジョンFCOにフリーで加入した。翌年1月24日に契約解除、その後、現役を引退。
引退後は、幼少期からの趣味であったテニスに転向、アマチュアプレイヤーとして地域大会などに参加している。

### 代表
フランス代表としては、UEFA U-19欧州選手権優勝メンバーの一人である。UEFA U-21欧州選手権も経験している。2008年8月20日にスウェーデン戦でA代表デビューすると、この試合で高い評価を受けた。10月11日、ルーマニア戦でフランク・リベリーのパスを受けて豪快なロングシュートを決め、代表初得点を記録した。2010 FIFAワールドカップではリベリーからいじめを受けたと報じられ、またプレーでもグループリーグ第3戦の南アフリカ戦で前半26分にレッドカードを受け一発退場するなどいいところがなく、チームも1勝もできぬまま大会を去った。その後も代表の試合に出場してはいるものの、EURO2012、2014 FIFAワールドカップには招集されていない。

## 人物
強靭ではないが、人一倍持久力があり、疲労や故障を起こしにくいと評されていたが、オリンピック・リヨン移籍以降は故障に悩まされている。
端正な顔立ちから女性はもちろんゲイにも人気があり、2010年に行われたフランスのゲイ雑誌『テチュ』のアンケートでは「リーグ・アンで最もセクシーな選手」の1位に断トツで選ばれた。また礼儀正しく、インタビューなどでも真面目な受け答えをすることから年配層にも印象が良く「貴公子」や「理想の花婿」と呼ばれている。
一方、性格は父のクリスティアンが「内向的で人とは違う」と表現したのをはじめ、パオロ・マルディーニが「自己管理ができておらず、チームに馴染もうとしない」、カルロ・アンチェロッティが「才能はあるがとても自己中心的で変な奴」と言ったような批判もある。後に代理人もグルキュフの内向的で思い詰めやすい性格が負傷の多さにも繋がっていたとの見解を示している。

## 個人成績

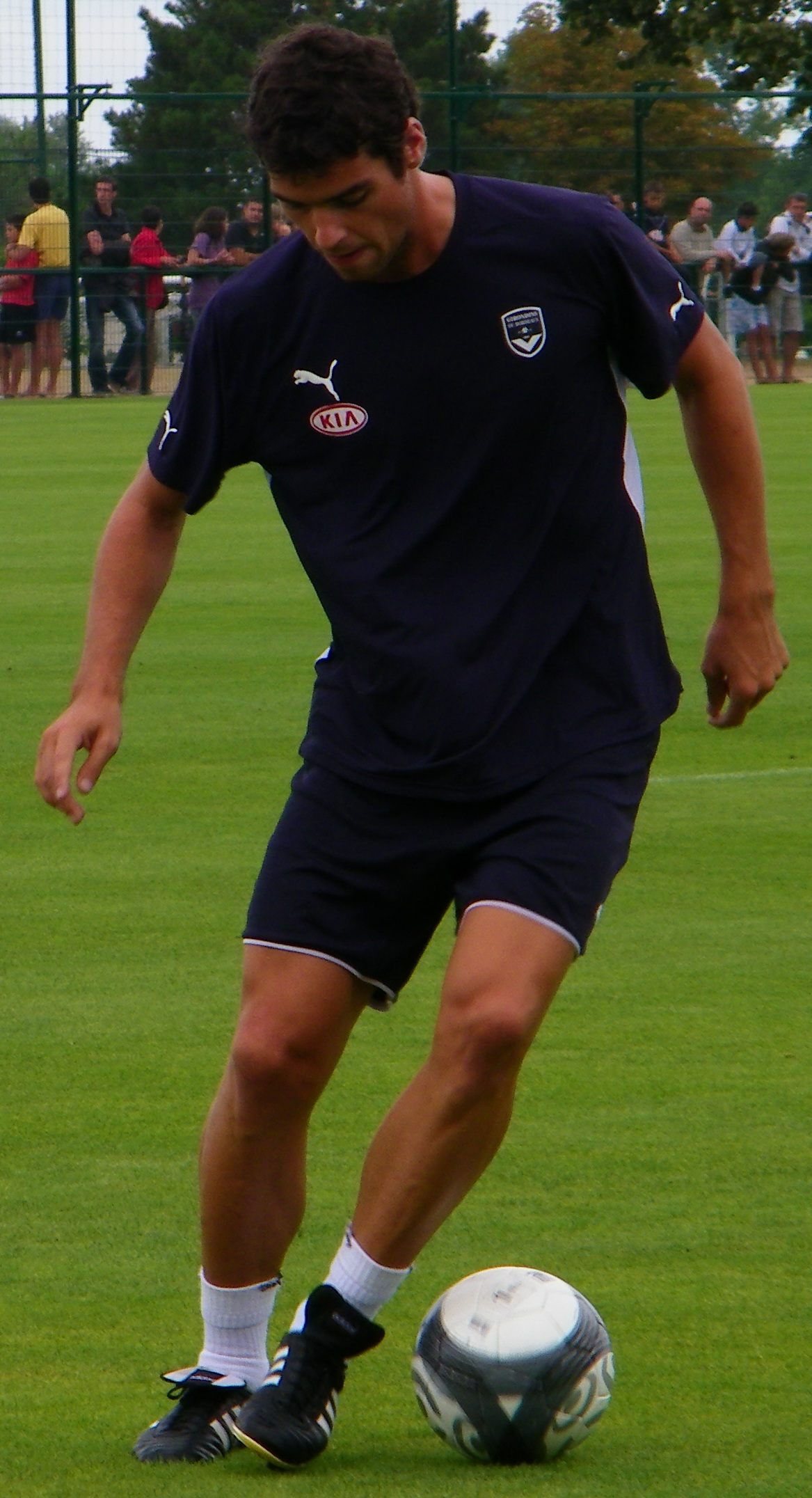
2009年8月、トレーニング中のグルキュフ

2019年1月23日現在

### クラブ
| クラブ     | シーズン | リーグ | リーグ | カップ | カップ | リーグカップ | リーグカップ | 国際大会 | 国際大会 | その他 | その他 | 通算 | 通算 |
| クラブ     | シーズン | 出場   | 得点   | 出場   | 得点   | 出場         | 得点         | 出場     | 得点     | 出場   | 得点   | 出場 | 得点 |
| ---------- | -------- | ------ | ------ | ------ | ------ | ------------ | ------------ | -------- | -------- | ------ | ------ | ---- | ---- |
| レンヌ     | 2003-04  | 9      | 0      | 0      | 0      | 0            | 0            | —        | —        | —      | —      | 9    | 0    |
| レンヌ     | 2004-05  | 21     | 0      | 1      | 0      | 1            | 0            | —        | —        | —      | —      | 23   | 0    |
| レンヌ     | 2005-06  | 36     | 6      | 5      | 0      | 1            | 0            | 5        | 0        | —      | —      | 47   | 6    |
| レンヌ     | 通算     | 66     | 6      | 6      | 0      | 2            | 0            | 5        | 0        | 0      | 0      | 79   | 6    |
| ミラン     | 2006-07  | 21     | 1      | 4      | 0      | —            | —            | 9        | 1        | —      | —      | 34   | 2    |
| ミラン     | 2007-08  | 15     | 1      | 2      | 0      | —            | —            | 3        | 0        | 0      | 0      | 20   | 1    |
| ミラン     | 通算     | 36     | 2      | 6      | 0      | —            | —            | 12       | 1        | 0      | 0      | 54   | 3    |
| ボルドー   | 2008-09  | 37     | 12     | 1      | 0      | 3            | 1            | 7        | 2        | 1      | 0      | 49   | 15   |
| ボルドー   | 2009-10  | 29     | 6      | 2      | 0      | 3            | 1            | 8        | 2        | 1      | 0      | 43   | 9    |
| ボルドー   | 2010-11  | 3      | 0      | 0      | 0      | 0            | 0            | —        | —        | —      | —      | 3    | 0    |
| ボルドー   | 通算     | 69     | 18     | 3      | 0      | 6            | 2            | 15       | 4        | 2      | 0      | 95   | 24   |
| リヨン     | 2010-11  | 24     | 3      | 1      | 0      | 1            | 0            | 7        | 1        | —      | —      | 33   | 4    |
| リヨン     | 2011-12  | 13     | 2      | 3      | 0      | 2            | 0            | 5        | 0        | —      | —      | 23   | 2    |
| リヨン     | 2012-13  | 18     | 3      | 1      | 0      | 0            | 0            | 3        | 1        | 1      | 0      | 23   | 4    |
| リヨン     | 2013-14  | 18     | 3      | 2      | 1      | 2            | 2            | 8        | 0        | —      | —      | 30   | 6    |
| リヨン     | 2014-15  | 17     | 3      | 1      | 0      | 1            | 0            | 0        | 0        | —      | —      | 19   | 3    |
| リヨン     | 通算     | 90     | 14     | 8      | 1      | 6            | 2            | 23       | 2        | 1      | 0      | 128  | 19   |
| レンヌ     | 2015-16  | 12     | 2      | —      | —      | —            | —            | —        | —        | —      | —      | 12   | 2    |
| レンヌ     | 2016-17  | 27     | 4      | 0      | 0      | 1            | 0            | —        | —        | —      | —      | 28   | 4    |
| レンヌ     | 2017-18  | 10     | 1      | 0      | 0      | 3            | 0            | —        | —        | —      | —      | 13   | 1    |
| レンヌ     | 通算     | 49     | 7      | 0      | 0      | 4            | 0            | 0        | 0        | 0      | 0      | 53   | 7    |
| ディジョン | 2018-19  | 8      | 0      | —      | —      | —            | —            | —        | —        | —      | —      | 8    | 0    |
| 総通算     | 総通算   | 318    | 47     | 23     | 1      | 18           | 4            | 55       | 7        | 3      | 0      | 427  | 59   |

## 代表歴

### 出場大会
- フランス代表
  - 2010 FIFAワールドカップ

### 試合数
- 国際Aマッチ 31試合 4得点（2008年-2013年）[13]

| フランス代表 | 国際Aマッチ | 国際Aマッチ |
| 年           | 出場        | 得点        |
| ------------ | ----------- | ----------- |
| 2008         | 6           | 1           |
| 2009         | 10          | 0           |
| 2010         | 9           | 2           |
| 2011         | 3           | 1           |
| 2012         | 2           | 0           |
| 2013         | 1           | 0           |
| 通算         | 31          | 4           |

## タイトル

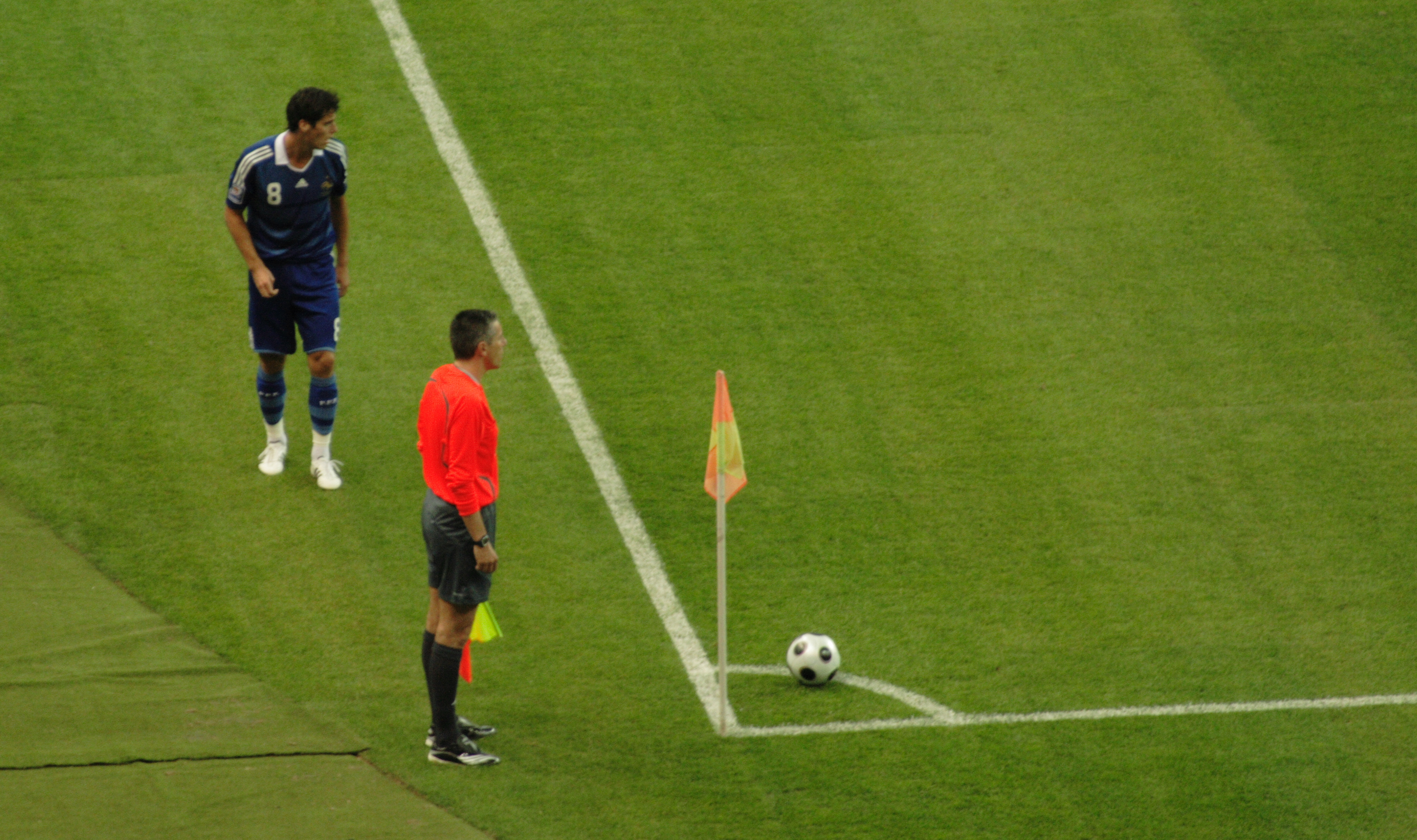
フランス代表でのグルキュフ

### クラブ
- ACミラン
  - UEFAチャンピオンズリーグ : 2006-07
  - UEFAスーパーカップ : 2007
  - FIFAクラブワールドカップ : 2007
- ボルドー
  - リーグ・アン : 2008-09
  - トロフェ・デ・シャンピオン : 2008, 2009
  - クープ・ドゥ・ラ・リーグ : 2009

### 代表
- UEFA U-19欧州選手権 : 2005

### 個人タイトル
- リーグ・アン年間最優秀選手賞 : 2008-09
- リーグ・アンベストイレブン : 2008-09, 2009-10
- リーグ・アン・ゴール・オブ・ザ・イヤー : 2008-09
- フランス年間最優秀選手 : 2009